# Граф Ольстер
Граф Ольстер (англ. Earl of Ulster) — английский и ирландский дворянский титул, известный с 1205 года.

## История
Впервые титул графа Ольстера был создан в 1205 году для Гуго де Ласи, младшего сына Гуго де Ласи, лорда Мита. Гуго был в 1199 году отправлен королём Иоанном Безземельным в Ирландию, чтобы вести войну против Джона де Курси — англо-нормандского рыцаря, завоевавшего себе земли в восточном Ольстере — на территории современных ирландских графств Даун и Антрим. В 1204 году Гуго де Ласи удалось захватить Курси. В награду король передал Гуго все отвоёванные им у Курси владения и даровал ему титул графа Ольстера.
Гуго продолжил завоевание Ирландии — северо-западной части Улада. Его наследники умерли раньше, поэтому после смерти Гуго титул графа Ольстера исчез.
В 1264 году титул графа Ольстера был воссоздан для Уолтера де Бурга, 3-го лорда Коннахта, которому принц Эдуард (будущий Эдуард I), наследник короля Генриха III обменял Ольстер на Манстер. Его сын, Ричард де Бург, 2-й граф Ольстер, был близким другом короля Эдуарда I и занимал первое место среди ирландских правителей этого времени. Он поддерживал Англию в войне против Шотландии в Коннахт. В 1315 году в Ольстер вторглась шотландская армия под командованием Эдуарда Брюса, а в Коннахте восстал Фелим Уа Конхобайр. В результате Ричард почти лишился своих владений. Но Фелим погиб во второй битве при Атенрае, а Эдуард Брюс — в битве при Фогхарте, после чего Ричард смог восстановить контроль над своими владениями в Ольстере.
Наследовал Ричарду его внук Уильям де Бург, но уже в 1333 году он был убит. Единственная наследница Уильяма, Элизабет де Бург, была мала, и за наследство Бургов разгорелась гражданская война между тремя представителями рода Бургов, продолжавшаяся до 1338 года. В итоге большая часть владений Бургов в Ольстере были захвачены ирландцами, остальные были поделены воюющими сторонами. Вдова Уильяма де Бурга, Матильда Ланкастерская, с дочерью бежала в Англию. Хотя владения в Ирландии были потеряны, король Эдуард III признал за Элизабет де Бург титул графини Ольстер, выдав её замуж за своего третьего сына Лайонела.
У Элизабет и Лайонела была только одна дочь — Филиппа, которую выдали замуж за Эдмунда Мортимера, 3-го графа Марч. В итоге титул барона Клер оказался присоединён к титулу графа Марч. Эдмунд в 1379 году был назначен английским наместником в Ирландии. Он постарался утвердить власть в наследственных владениях жены. Ему удалось добиться некоторых успехов в Восточном Ольстере, где его поддержал ряд местных вождей. Но попытка расширить владения успехов ему не принесла, а в декабре 1382 года он простудился при переправе через реку и умер.
Титул графа Ольстера унаследовал Роджер Мортимер, малолетний сын Эдмунда и Филиппы. Когда он стал совершеннолетним, Ричард принял участие в Ирландском походе короля Ричарда II, после чего был в 1394 году утверждён наместником Ирландии. Однако особых успехов в Ирландии он не добился и погиб в 1398 году во время небольшой стычки. Его гибель вызвала новое восстание в Ирландии.
После угасания рода Мортимеров в 1432 году титул по женской линии перешёл к Йоркам. После того как Эдуард Йоркский стал под именем Эдуарда IV в 1461 году королём Англии, титул исчез.
В дальнейшем короли Англии несколько раз воссоздавали титул графа Ольстера для своих родственников.
В 1928 году титул был вновь создан для герцога Генри Глостерского. Герцоги Глостер использовали этот титул в качестве титула учтивости для своих наследников. В настоящее время титул графа Ольстера носит Александр Виндзор, наследник герцога Ричарда Глостерского.

## Список графов Ольстер

### Графы Ольстер, 1-я креация (1205)
- 1205—1242: Гуго де Ласи (ок. 1176 — до 26 декабря 1242), 1-й граф Ольстер с 1205

### Графы Ольстер, 2-я креация (1264)
- 1264—1271: Уолтер де Бург (ум. 28 июля 1271), 3-й лорд Коннахта с 1248, 1-й граф Ольстер с 1264
- 1271—1326: Ричард Рыжий де Бург (ок. 1259 — 29 июля 1326), 2-й граф Ольстер и 4-й лорд Коннахта с 1271, сын предыдущего
- 1326—1333: Уильям де Бург (17 сентября 1312 — 6 июня 1333), 3-й граф Ольстер и 5-й лорд Коннахта с 1326, внук предыдущего
- 1333—1363: Элизабет де Бург (6 июля 1332 — 10 декабря 1363), 4-я графиня Ольстер с 1333, 12-я леди Клер с 1360, дочь предыдущего
  - муж: Лайонел Антверп (29 ноября 1338 — 17 октября 1368), герцог Кларенс
- 1363—1378: Филиппа Плантагенет (16 августа 1355 — до 7 января 1378), 13-я леди Клер, 5-я графиня Ольстер с 1363, дочь предыдущей
  - муж: Эдмунд Мортимер (1 февраля 1352 — 27 декабря 1381), 3-й граф Марч, 5-й барон Мортимер из Вигмора и 4-й барон Женевиль с 1360, граф Ольстер (по праву жены) и лорд Клер с 1368, маршал Англии с 1369, наместник Ирландии с 1379
- 1378—1398: Роджер Мортимер (11 апреля 1374 — 20 июля 1398), 4-й граф Марч, 6-й граф Ольстер, 6-й барон Мортимер из Вигмора, 5-й барон Женевиль, лорд Клер с 1381, сын предыдущей
- 1398—1425: Эдмунд Мортимер (6 ноября 1391 — 18 января 1425), 5-й граф Марч, 7-й граф Ольстер, 7-й барон Мортимер из Вигмора, 6-й барон Женевиль, лорд Клер с 1398, сын предыдущего
- 1432—1460: Ричард Йоркский (21 сентября 1411 — 30 декабря 1460), 3-й герцог Йоркский с 1415, 6-й граф Марч, 8-й граф Ольстер, 8-й барон Мортимер из Вигмора с 1425, 2-й граф Кембридж с 1426, племянник предыдущего
- 1460—1461: Эдуард Йоркский (28 апреля 1442 — 10 апреля 1483), 7-й граф Марч с 1445, 3-й герцог Йоркский, 9-й граф Ольстер, 3-й граф Кембридж и 9-й барон Мортимер из Вигмора в 1460—1461, король Англии (как Эдуард IV) в 1461—1470 и 1471—1483, сын предыдущего

### Графы Ольстер, 3-я креация (1659)
- 1659—1685: Джеймс Стюарт (14 октября 1633 — 16 сентября 1701), герцог Йоркский с 1644, граф Ольстер с 1659, король Англии (Яков II), Ирландии (Яков II) и Шотландии (Яков VI) в 1685—1688

### Графы Ольстер, 4-я креация (1716)
- 1716—1728: Эрнст Август Ганноверский (17 сентября 1674 — 14 августа 1728), герцог Йорк и Олбани и граф Ольстер с 1716, младший брат короля Георга I

### Графы Ольстер, 5-я креация (1760)
- 1760—1767: Эдвард Английский (25 марта 1739 — 17 сентября 1767), принц Великобритании, герцог Йорк и Олбани и граф Ольстер с 1760, младший брат короля Георга III

### Графы Ольстер, 6-я креация (1784)
- 1784—1827: Фредерик Английский (16 августа 1763 — 5 января 1827), принц Великобритании, герцог Йорк и Олбани и граф Ольстер с 1784, младший сын короля Георга III

### Графы Ольстер, 7-я креация (1866)
- 1866—1900: Альфред Саксен-Кобург-Готский (6 августа 1844 — 31 июля 1900), принц Великобритании, герцог Эдинбургский, граф Ольстер и Кент с 1866, второй сын королевы Виктории и принца Альерта

### Графы Ольстер, 8-я креация (1928)
- 1928—1974: Генри (31 марта 1900 — 10 июня 1974), принц Великобритании, герцог Глостер и граф Ольстер с 1928, 3-й сын короля Георга V
- с 1974: Ричард (род. 26 августа 1944), герцог Глостер и граф Ольстер с 1974, сын предыдущего
  - Александр Виндзор (род. 24 октября 1974), граф Ольстер